# راس لانوف، لیبی
راس لانوف (به عربی: راس لانوف) شهری در استان سرت واقع در کشور لیبی است که جمعیت آن در سال ۲۰۱۰ میلادی ۱۳٫۲۷۷ نفر بوده‌است.